# 金森越哉
金森 越哉（かなもり えつや、1951年12月10日 - ）は、日本の文部官僚。香川県教育委員会教育長などを経て文部科学審議官を最後に退官。元一般財団法人教職員生涯福祉財団専務理事。香川県出身。
現、学校法人東京歯科大学理事、公立学校共済組合理事長。2014年6月に香川県高松市に本店のある百十四銀行取締役に就任。2024年、瑞宝重光章受章。

## 略歴
- 1976年3月　東京大学法学部卒業
- 1976年4月　文部省入省
- 1979年7月　内閣総理大臣官房審議室 文教担当主査
- 1981年8月　文部省初等中等教育局地方課教育委員会係長
- 1982年4月　初等中等教育局財務課法規係長
- 1983年6月　初等中等教育局財務課課長補佐
- 1983年7月　徳島県教育委員会 管理課長
- 1985年7月　文部省初等中等教育局教科書検定課課長補佐
- 1987年11月 高等教育局医学教育課課長補佐
- 1989年7月　学術国際局国際企画課専門員（米国国立科学財団）
- 1990年8月　大臣官房人事課副長
- 1990年12月 大臣官房総務課課長補佐（大臣秘書官事務取扱）
- 1991年11月 高等教育局大学課大学入試室長
- 1994年7月　生涯学習局青少年教育課長
- 1996年7月　初等中等教育局高等学校課長
- 1997年4月　香川県教育委員会 教育長
- 1999年7月　文部省初等中等教育局小学校課長
- 2000年3月　大臣官房総務課長
- 2001年1月　文部科学省大臣官房総務課長
- 2002年8月　大臣官房審議官（初等中等教育局担当）
- 2004年7月　高等教育局私学部長
- 2006年7月　大臣官房総括審議官
- 2007年7月　初等中等教育局長
- 2010年7月　文部科学審議官
- 2012年1月　同省 退官

## 特筆事項
- 初等中等教育局長在任中に金森を中傷するウェブサイトが立ち上がった。時期的、内容的に文部科学省幹部の間に激震が走った。
- 2017年初頭に発覚となった文部科学省天下り問題を受けて、教職員生涯福祉財団の専務理事を辞任することとなった[3]。